# Berezówka (Ukraina)
Berezówka (ukr. Березівка) – miasto w obwodzie odeskim Ukrainy, siedziba władz rejonu berezowskiego.
Miejscowość powstała w 1802, prawa miejskie uzyskała w 1962. Liczy około 9 tysięcy mieszkańców.
Urodził się tu Jerzy Bichniewicz – podporucznik saperów, cichociemny.

## Urodzeni
- Jerzy Bichniewicz – podporucznik saperów, cichociemny.
- Leonard Sowiński – (ur. 1831), polski poeta, historyk literatury i tłumacz, działacz polityczny.